# Bande New Yorka
Bande New Yorka (eng. Gangs of New York) je povijesna drama  Martina Scorsesea iz 2002. s  Leonardom DiCapriom, Daniel Day-Lewisom i Cameron Diaz u glavnim ulogama. Radnja filma smještena je u sredinu devetnaestog stoljeća u zloglasni dio New Yorka zvan Five Points.
Film govori o sukobu "starosjedilačkih" kriminalaca poznatih kao Know-Nothings i bandi imigranata ujedinjenih s pokretom Tammany Hall. Amsterdam Vallon (DiCaprio) je mladi Amerikanac  irskih korijena koji stječe povjerenje Williama "Billa Mesara" Cuttinga (Day-Lewis), vođe starosjedilačkih bandi. Lik Cuttinga temeljen je na Billu "Mesaru" Pooleu, stvarnom lideru bande Bowery Boys, koji je pokopan na groblju Green-Wood u Brooklynu, New York.
Radnja počinje u 1846., ali većinom je smještena u rane šezdesete godine  19. stoljeća, kad su dva glavna izvora sukoba u New Yorku bili veliki irski doseljenički val i vladin progon u vezi  Američkog građanskog rata. Priča prati Amsterdamovu i Cuttingovu karijeru, koji od kriminalnih šefova postaju politički lideri tijekom vladavine Bossa Tweeda, a kulminira njihovim sukobom koji se podudara s njujorškim ustancima 1863.

## Radnja
Film počinje u 1846. na Donjem Manhattanu, točnije u okrugu "Five Points" (koji se danas zove Two Bridges). Rat raznih okruga bjesni godinama između bandi "Domorodaca", anglosaksonsih protestantskih bijelaca rođenih u Sjedinjenim Državama i katoličkih irskih imigranata.
Starosjedioce predvodi William "Bill Mesar" Cutting, anglo-saksonski bijelac i  protestant, koji otvoreno mrzi imigrante. Vođa irskih imigranata, zvanih "Mrtvi zečevi", je Svećenik Vallon, irski katolik, koji ima mladog sina, Amsterdama; njegovi pomoćnici su "Happy Jack" Mulraney, Charles McGloin, Hell-Cat Maggie i plaćenik Walter "Redovnik" McGinn. Cutting i Vallon konačno se međusobno suprotstavljaju u krvavom sukobu na Rajskom trgu. Bitka završava kad Bill ubija Svećenika Vallona pred Amsterdamovim očima. Cutting objavljuje da Mrtvi zečevi više ne postoje te da će Vallonovo tijelo biti pokopano, a ne raskomadano. Amsterdam, uzevši nož kojim mu je ubijen otac, pobjegne i zakopa ga. Ubrzo ga uhvate i pošalju u sirotište Hellgate.
Priča se nastavlja šesnaest godina poslije kad Amsterdam, sada muškarac, napušta Hellgate. Iako su ga upravitelji sirotišta nagovarali da zaboravi osvetu za oca, on simbolično odbija takvu pomisao bacivši Bibliju u rijeku. Vraća se u Five Points i gotovo odmah počinje planirati osvetu protiv Billa. Ponovno se nalazi sa svojim starim prijateljem, Johnnyjem, koji ga upoznaje s Billom Mesarom. Johnnyjeva mala grupa radi za Billa džeparenjem, a Amsterdam ubrzo postaje Billova desna ruka.
Amsterdam pripovijeda gledateljima kako je političko stanje pred eksplozijom: pristigli imigranti, većinom katolički Irci, odmah se šalju s brodova u sjevernjačku vojsku. Onaj tko plati 300 dolara može se izvući od vojne službe. Osim toga, lokalna politička organizacija Tammany Hall i njezini protivnici pokušavaju preuzeti kontrolu nad gradom.
Amsterdam se upoznaje s mladom djevojkom, Jenny Everdeane, iskusnom džeparkom koja krade od višeg sloja s Manhattana. Ubrzo nakon što ju je upoznao, Amsterdam otkriva da mu je ukrala njegov privjesak s likom svetog Mihaela, koji mu je dao otac prije smrti. Prati je do Upper East Sidea i prisiljava je da mu ga vrati. Postaje jasno da mu se Jenny sviđa, a i on njoj; ali njihovo prvotno koketiranje naglo slabi kad Amsterdam otkriva (nakon vatrenog plesa u lokalnoj plesnoj dvorani) da je Jenny bila Butcherova štićenica te da još gaji neke osjećaje prema njemu.
Amsterdam postupno stječe Billovo povjerenje, koji postaje njegov mentor. Protiv volje postaju svojevrsni partneri u polukriminalnom carstvu Bossa Tweeda, korumpiranog političara koji vodi Tammany Hall. Tweedov utjecaj širi se diljem Donjeg Manhattana, od boksačkih mečeva, preko zdravstva do vatrogasaca. Amsterdam otkriva da svake godine, na godišnjicu bitke za Five Points (16. veljače), Bill predvodi grad u proslavi pobjede svoje bande nad Mrtvim zečevima. Amsterdam planira ubiti Mesara tijekom ceremonije, pred cijelim Five Pointsom, kako bi učinio svoju osvetu javnom, a ne samo osobnom. Kaže: "Kad ubiješ kralja, ne ubodeš ga u mraku. Ubiješ ga ondje gdje će ga cijeli dvor gledati kako umire." Međutim, počinje sumnjati u svoj plan nakon što shvaća kako se njih dvojica sve više poštuju.
Dok je Bill gledao predstavu Čiča Tomina koliba, jedan irski imigrant ga pokušava ubiti, ali Amsterdam to sprječava, a Bill ostaje živ, iako ranjen. Iako je ovo bilo potrebno kako bi mogao ostvariti vlastiti plan, Amsterdam se počinje gristi kako je to učinio više zbog osjećaja poštovanja prema Billu, nego radi svog plana. Povlače se u bordel, gdje Jenny previja Billovu ranu. Amsterdam se žestoko posvađa s Jenny, što rezultira seksom. Kasno te noći, Amsterdam se probudi i ugleda Billa kako sjedi u stolici za ljuljanje, zamotan u rasparanu američku zastavu. Bill počinje pričati o padu civilizacije te kako je nasiljem godinama održavao svoju moć. Spominje kako mu je Svećenik Vallon bio zadnji neprijatelj koji je bio dostojan poštovanja, te da ga je Svećenik jednom prebio i ostavio ga na životu, na sramotu radije nego da ga ubije - odluka koja je Billu dala snagu da se vrati i izbori za vlastiti autoritet. Bill na kraju priznaje kako je na Amsterdama počeo gledati kao na sina kojeg nikad nije imao.
Bliži se večernja ceremonija. Johnny postaje ljubomoran na Amsterdama zbog veze s Jenny i Amsterdamove pozicije u odnosu na Billa. Prije ceremonije otkriva Billu Amsterdamov pravi identitet, da je on sin Svećenika Vallona i da ga planira ubiti. Bill izaziva Amsterdama bacajući noževe na Jenny, umalo joj prerezavši vrat. Bill dolazi u centar pozornosti kad podiže zdravicu. U tom trenutku Amsterdam baca nož na Billa (isti nož kojim je Bill ubio Svećenika Vallona); jer je upozoren na to, Bill s lakoćom izbjegava nož i baca ga na Amsterdama, pogodivši ga u trbuh. Bill ga pretuče, uz glasno odobravanje okupljene rulje, unakazivši mu lice užarenim nožem i istjera ga na ulicu, ostavljajući Amsterdama da živi u sramoti - ponovivši tako Svećenikov čin protiv sebe mnogo godina prije.
Amsterdam se oporavlja od rana, najviše zbog Jennyne njege. Ona ga preklinje da pođe s njom u San Francisco i pobjegne iz New Yorka. Posjećuje ih Redovnik McGinn, koji daje Amsterdamu britvu koja je pripadala njegovu ocu (koju je Redovnik izvukao iz Vallonova tijela kad ga je Bill ubio) i kaže im kako je došlo vrijeme da Amsterdam ispliva iz podzemlja.
Amsterdam najavljuje svoj povratak stavljajući mrtvog zeca na ogradu na Rajskom trgu. Zeca odnose Billu, koji zapovijeda Happy Jacku (koji je postao lokalni policajac u Billovoj službi) da otkrije tko je ostavio poruku. Jack pronalazi Amsterdama i počinje ga proganjati kroz katakombe ispod lokalne crkve gdje ga Amsterdam ubija. Objesi njegovo tijelo na Rajski trg, gdje Bill jadikuje nad gubitkom podmićenog policajca kojim je mogao lako manipulirati.
Boss Tweed prilazi Amsterdamu s planom kako da porazi Billa. Poduprijet će kandidaturu Redovnika McGinna za šerifa, kao prvi korak prema Billovom porazu. Namjestit će izbore i Redovnik će pobijediti s parolom kako on radi za narod. Bill posjećuje Monka u njegovoj trgovini i odbija Monkovu ponudu za pregovore, ubovši ga u leđa mesarskim nožem, te ga udara u glavu njegovim štapom. "Spalite ga", zagalami Bill. "Vidite je li mu pepeo zelen."
Redovnikovo ubojstvo bio je povod Amsterdamu da izazove Billa na dvoboj bandi, sličan onom koji se dogodio 1846. Dogovaraju se o pravilima, a bitka će se održati na Rajskom trgu. Amsterdamova banda uzima staro ime, Mrtvi zečevi.
Dok se bande pripremaju za obračun, izbijaju ustanci poznati kao New York Draft Riots. Prosvjednici napadaju stanovništvo. Vojska Unije izlazi na gradske ulice pokušavajući obuzdati prosvjednike.
Billova i Amsterdamova banda sastaju se na Rajskom trgu. Dok se približavaju jedni drugima, odjekuju topovi sjevernjačke vojske, točno na trg. Mnogi članovi obiju bandi su ubijeni, a veliki oblak dima prekriva trg. Nakon ovog udara slijedi direktan upad vojske, koja ubija veliki dio bandi (uključujući McGloina). Napuštajući svoje bande, Amsterdam i Bill razmjenjuju pucnjeve iz kubure, ali ih obojicu odbacuje još jedan topovski udar. Kad je se raščistio dim, Bill otkriva da ga je pogodio šrapnel. Gledajući okolo razrušeni trg, uzvikne: "Hvala Bogu da umirem kao pravi Amerikanac", i dopušta Amsterdamu da ga probode. Umire s rukama isprepletenim s Amsterdamovim.
U zadnjim scenama filma skupljaju se leševi za pokop. Billovo tijelo pokopano je u Brooklynu, na mjestu odakle puca pogled na Manhattan, odmah pokraj Svećenika Vallona. Jenny i Amsterdam posjećuju grob, a Amsterdam zakopava očevu britvu. Izmjenjuju se kadrovi, dočaravajući razvitak grada od 1846. do danas, a zaustavljaju se na slici Svjetskog trgovačkog centra. Na kraju se čuju Amsterdamove riječi, koji kaže da "bez obzira na to što sve napravili kako bi izgradili ovaj grad, nitko nikad neće znati da smo bili tu."

## Povijesna utemeljenost
Iako je bio hvaljen zbog kostima i ugođaja New Yorka iz sredine devetnaestog stoljeća (svi setovi sagrađeni su u Cinecitta studijima u Rimu), film je bio kritiziran zbog pretjerivanja u prikazima bitki i gradskih prosvjeda, te zbog povijesnih neutemeljenosti. Iako je lik Billa "Mesara" Cuttinga temeljen na stvarnom vođi bande Billu Pooleu (Poole nije došao iz Five Pointsa, a ubijen je prije Draft Riotsa), postoje i druge povijesne netočnosti.
Film implicira da su Kinezi imali svoju zajednicu i četvrt, ali je činjenica da je samo 25 Kineza živjelo u New Yorku u to vrijeme. Drugi imigranti koji u filmu nisu zastupljeni su Irci podrijetlom iz Škotske,  Škoti,  Velšani,  Talijani,  Poljaci,  Englezi,  Nijemci i Židovi. Osim toga, film je bio kritiziran i zbog  rasističke prirode prosvjeda, i bandi općenito. Iako se u Amsterdamovoj bandi nalazi mladi crnac, Jimmy Spoils, dio scenarija u kojem Amsterdam zamoli Jimmyja da im se ne pridružuje u borbi jer je crnac pa se banda neće o njemu brinuti, je izbačen. (U konačnoj verziji filma Jimmy je prikazan kao jedna od žrtvi nereda, ali nikad nije objašnjeno zašto se on ne nalazi s ostatkom bande na Rajskom trgu).
U filmu je prikazana velika bitka bandi 1846. godine (koja se u stvarnosti možda nije ni dogodila), dok se veliki neredi i bitka u Five Pointsu s Mrtvim zečevima, 4. srpnja 1857., u povijesti i ne spominju.
U filmu, muzej koji vodi Phineas T. Barnum je spaljen u neredima. Iako je ovaj muzej zapravo preživio nerede, dvije godine poslije, 13. srpnja 1865., Barnumov američki muzej je uništen u požaru; Barnum je opet pokrenuo muzej u drugom dijelu grada, ali je i taj uništila vatra u ožujku 1868.
Kip poglavice Lenapea (poslije Delaware), Tamanenda, koji krasi Tammany Hall, nalazio se ispred zgrade, iako je na filmu prikazan u predvorju.

## Kritike
Jedna od najkontroverznijih stvari u filmu je zadnji kadar: pogled na moderni New York, s tornjevima Svjetskog trgovačkog centra, iako su srušeni u napadima 11. rujna 2001., samo godinu dana prije izlaska filma. Kad su Scorsesea pitali o tome, odgovorio je: "Htio sam snimiti film o onima koji su izgradili New York, a ne o onima koji su ga pokušali uništiti".
Roger Ebert, jedan od onih koji su godinama podupirali Scorsesea, u pozitivnoj recenziji napisao je kako je filmu falilo malo da postigne savršenstvo. Zamjerio je da traje predugo (preko 160 minuta) te da nije bio dinamičan i nedovoljnu karakterizaciju likova. Osim toga, film je kritiziran i zbog obrade raznih tema. William Goldman, u časopisu Variety, napisao je kako je film pokušao obraditi toliko tema da nije uspio adekvatno obraditi nijednu; ovu tvrdnju su mnogi opovrgavali, pogotovo producent Irvin Winkler. S druge strane, mnogi kritičari hvalili su film, između ostalih i A.O. Scott, kritičar The New York Timesa, koji je dao sjajnu ocjenu filmu.
Premijera filma bila je odgađana preko godinu dana, a kružile su glasine o sukobu producenta Harveyja Weinsteina i redatelja, što je rezultiralo time da je Scorsese morao skratiti film. Zbog toga su neki obožavatelji zahtijevali redateljevu verziju, što bi raščistilo neke nedoumice iz originala. Međutim, Scorsese je rekao kako je to posljednja verzija, te da nema namjeru objavljivati svoju verziju.

## Nagrade
Bande New Yorka osvojio je Zlatni globus za režiju i najbolju originalnu pjesmu, "The Hands That Built America" grupe U2. Daniel Day-Lewis dobio je nagradu Udruženja filmskih glumaca za glavnu ulogu. Film je nominiran za 10 Oscara, uključujući one za najbolji film i režiju. Međutim, film je zasjenio mjuzikl Chicago, koji je uzeo pet nagrada u kategorijama u kojima je bio nominiran i Bande New Yorka, a film je ostao bez ijedne nagrade.

## Glumci
- Leonardo DiCaprio
- Cameron Diaz
- Daniel Day-Lewis
- Jim Broadbent
- John C. Reilly
- Henry Thomas
- Brendon Gleeson
- Barbara Bouchet
- Gary Lewis
- Liam Neeson

## Vanjske poveznice
- Službena stranica
- Bande New Yorka u internetskoj bazi filmova IMDb-a
- Bande New Yorka na Rotten Tomatoes